# The Town (court métrage)
Pour plus de détails, voir Fiche technique et Distribution.
The Town est un film d'animation de court métrage chinois réalisé par Bao Yifan et sorti en 2020.

## Fiche technique
- Titre original : The Town
- Réalisation : Bao Yifan
- Scénario : Bao Yifan
- Décors :
- Costumes :
- Animation :
- Photographie :
- Montage :
- Musique :
- Son :
- Producteur : Jason Gu
- Sociétés de production : Arc Anime Studio
- Société de distribution :
- Pays d'origine :  Chine
- Langue originale : chinois
- Format : couleur
- Genre : Animation
- Durée : 27 minutes
- Dates de sortie :
  - France : 15 juin 2020 (Annecy 2020)

## Distinctions
- 2020 : Prix Jean-Luc Xiberras de la première œuvre du festival international du film d'animation d'Annecy